# Preclava
Preclava je naselje v Občini Ormož.